# Laphria aeneiventris
Laphria aeneiventris är en tvåvingeart som beskrevs av Costa 1857. Laphria aeneiventris ingår i släktet Laphria och familjen rovflugor. Inga underarter finns listade i Catalogue of Life.